# Lion Sound
Der Lion Sound (englisch für Löwensund, in Argentinien Pasaje León, in Chile Seno León) ist eine Meerenge im Palmer-Archipel vor der Westküste der Antarktischen Halbinsel. Sie verläuft zwischen der Anvers-Insel im Westen und Lion Island im Osten.
Teilnehmer der Belgica-Expedition (1897–1899) unter der Leitung des belgischen Polarforschers Adrien de Gerlache de Gomery entdeckten diesen Seeweg. Sein Name, der sich von demjenigen von Lion Island ableitet, erscheint erstmals auf einer Landkarte, die auf Vermessungen von Wissenschaftlern der britischen Discovery Investigations aus dem Jahr 1927 basiert.